# Заттер, Густав
Густав Заттер (нем. Gustave Satter; 12 февраля 1832 года, Ранн — 1879) — австрийский пианист и композитор.
По большей части самоучка, Заттер в 1847 году отправился в Вену (где ему покровительствовал Ференц Лист), а затем в Париж. Как композитор дебютировал в начале 1850-х гг., однако большого успеха не имел; к этому периоду относится, в частности, симфоническая увертюра по мотивам «Оды к радости» Фридриха Шиллера. В 1855—1862 гг. концертировал в США, где пользовался большой популярностью; сообщается, в частности, что Саттером был впервые исполнен в Нью-Йорке бетховенский Концерт № 5 «Император». По возвращении в Европу жил и работал в Вене, Дрездене, Ганновере, Гётеборге и Стокгольме, о композициях Заттера благосклонно отзывался Гектор Берлиоз. Оставил оперу «Оланта», увертюры «Лорелея» и «Юлий Цезарь», две симфонии, различную фортепианную и ансамблевую музыку. Вновь отправившись на гастроли в США, исчез в 1879 г. предположительно в штате Джорджия.